# Мустажон
Мустажо́н (фр. Moustajon, окс. Mostajon) — коммуна во Франции, находится в регионе Юг — Пиренеи. Департамент — Верхняя Гаронна. Входит в состав кантона Баньер-де-Люшон. Округ коммуны — Сен-Годенс.
Код INSEE коммуны — 31394.

## География

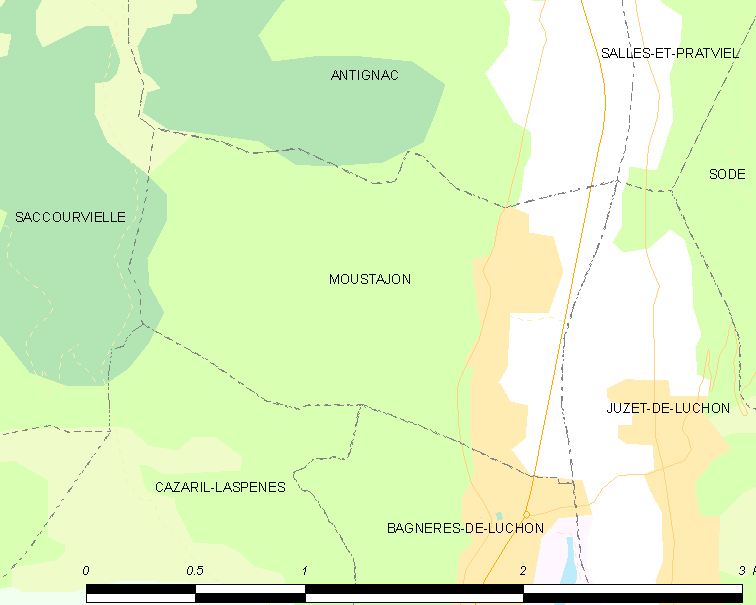
Карта коммуны

Коммуна расположена приблизительно в 690 км к югу от Парижа, в 115 км к юго-западу от Тулузы.
На востоке коммуны протекает река Пик. Большую часть территории коммуны занимают леса.

## Климат
Климат умеренно-океанический. Зима мягкая и снежная, весна характеризуется сильными дождями и грозами, лето сухое и жаркое, осень солнечная. Преобладают сильные юго-восточные и северо-западные ветры.

## Население
Население коммуны на 2010 год составляло 169 человек.
| 1962 | 1968 | 1975 | 1982 | 1990 | 1999 | 2010 |
| ---- | ---- | ---- | ---- | ---- | ---- | ---- |
| 59   | 51   | 92   | 129  | 174  | 181  | 169  |

## Экономика
В 2010 году среди 119 человек трудоспособного возраста (15—64 лет) 84 были экономически активными, 35 — неактивными (показатель активности — 70,6 %, в 1999 году было 81,6 %). Из 84 активных жителей работали 82 человека (48 мужчин и 34 женщины), безработных было 2 (1 мужчина и 1 женщина). Среди 35 неактивных 5 человек были учениками или студентами, 22 — пенсионерами, 8 были неактивными по другим причинам.

## Фотогалерея

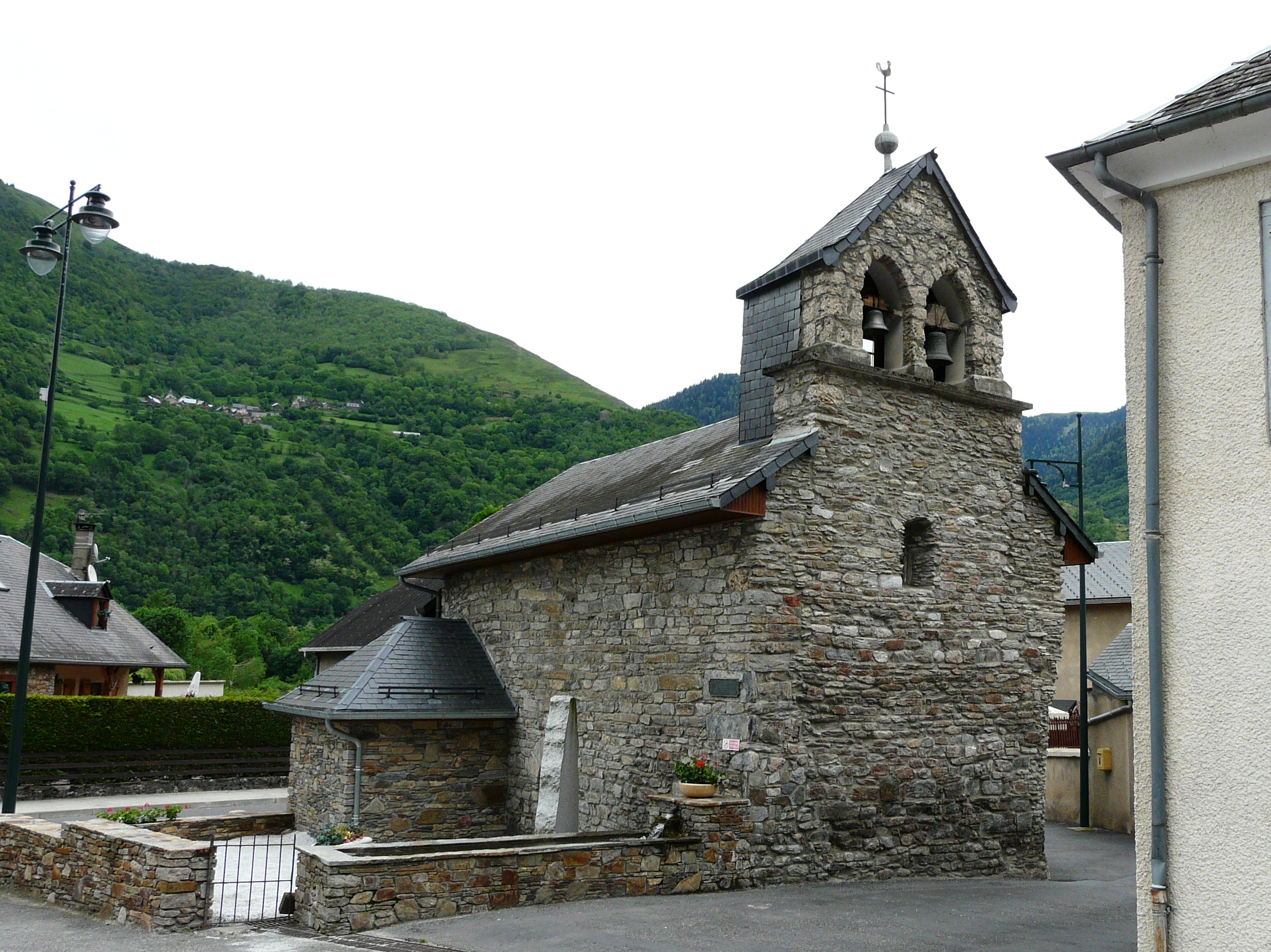
Церковь Св. Иулиана
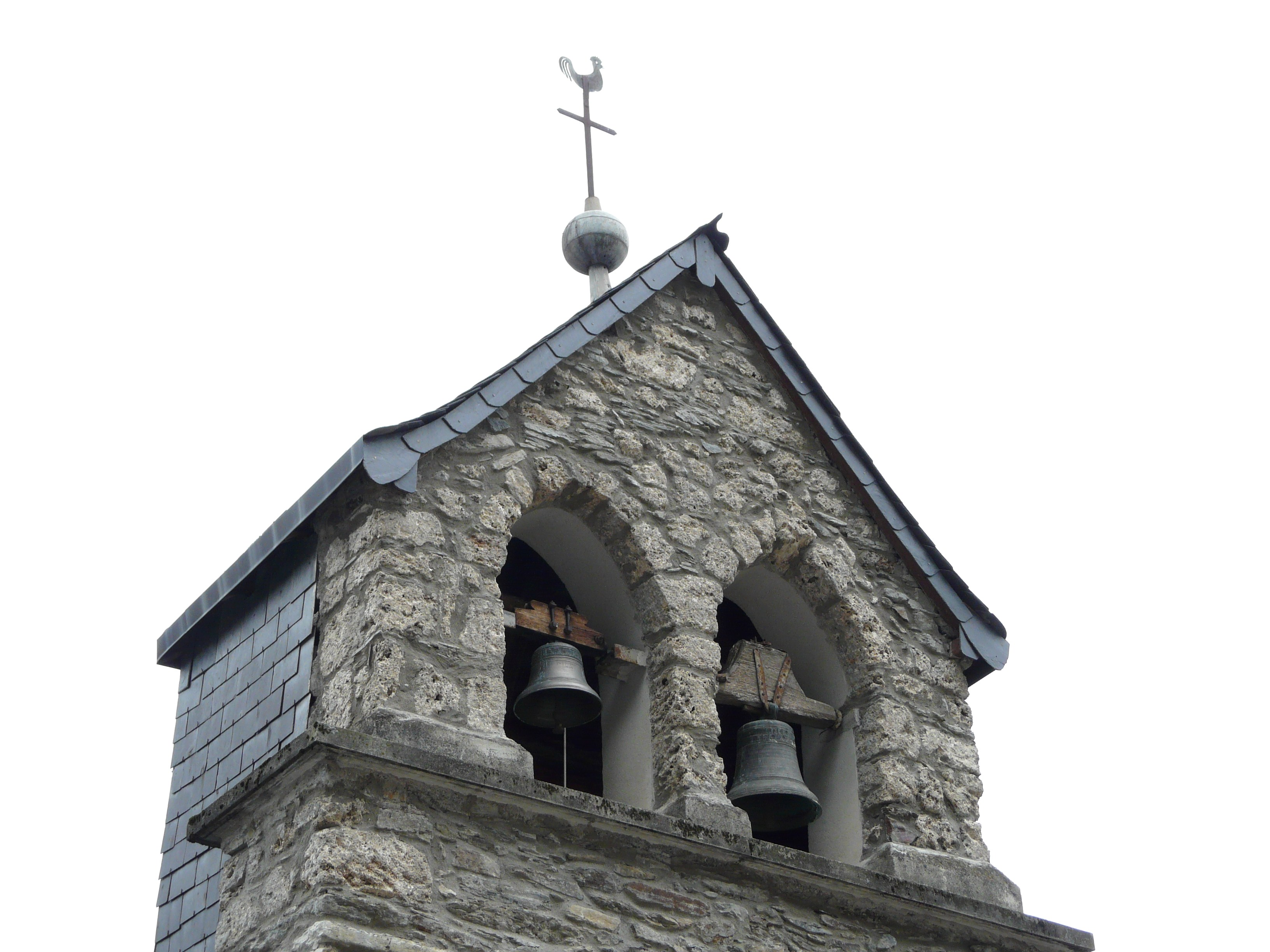
Колокольня церкви Св. Иулиана
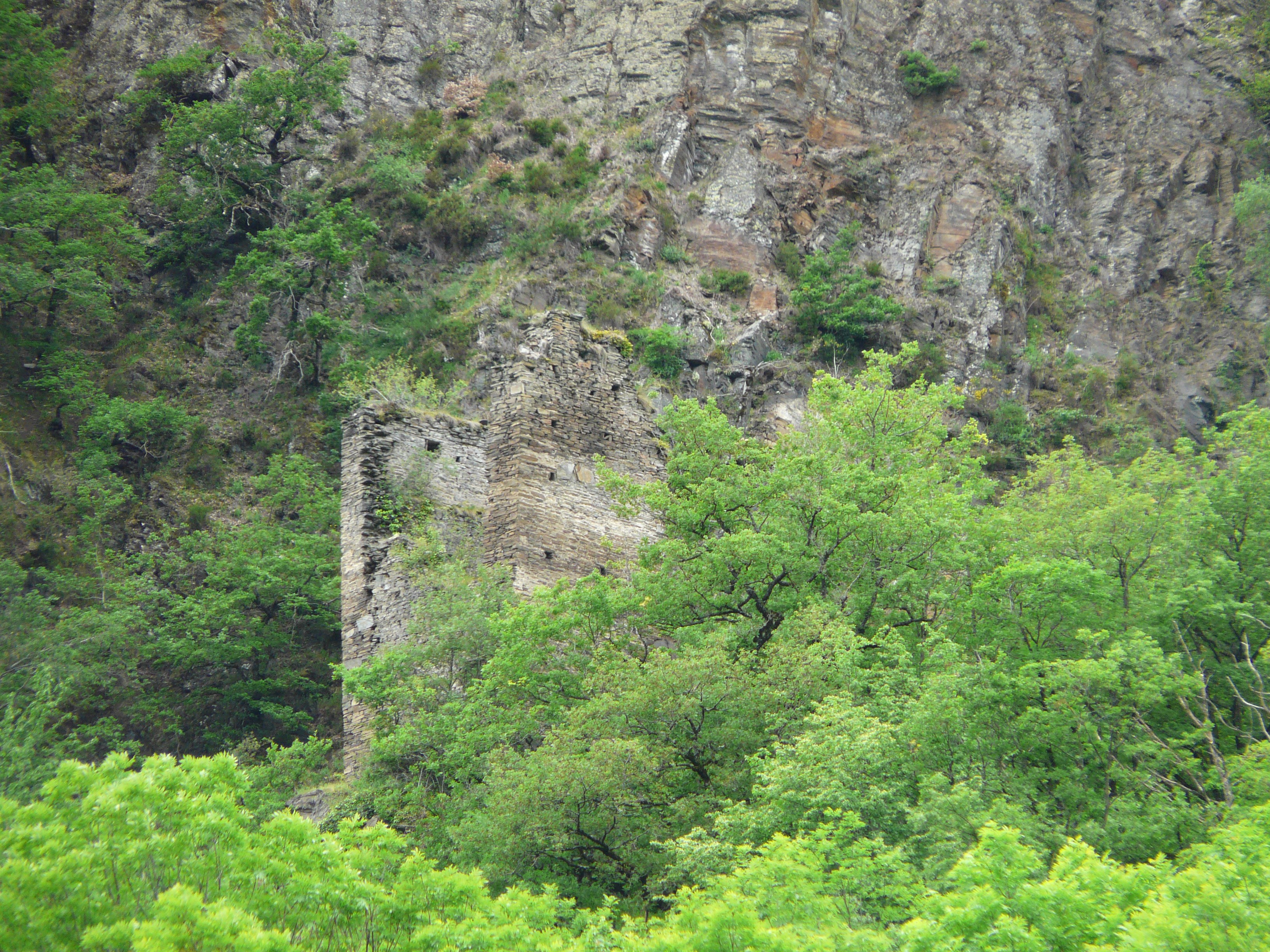
Руины сигнальной башни Кастеш
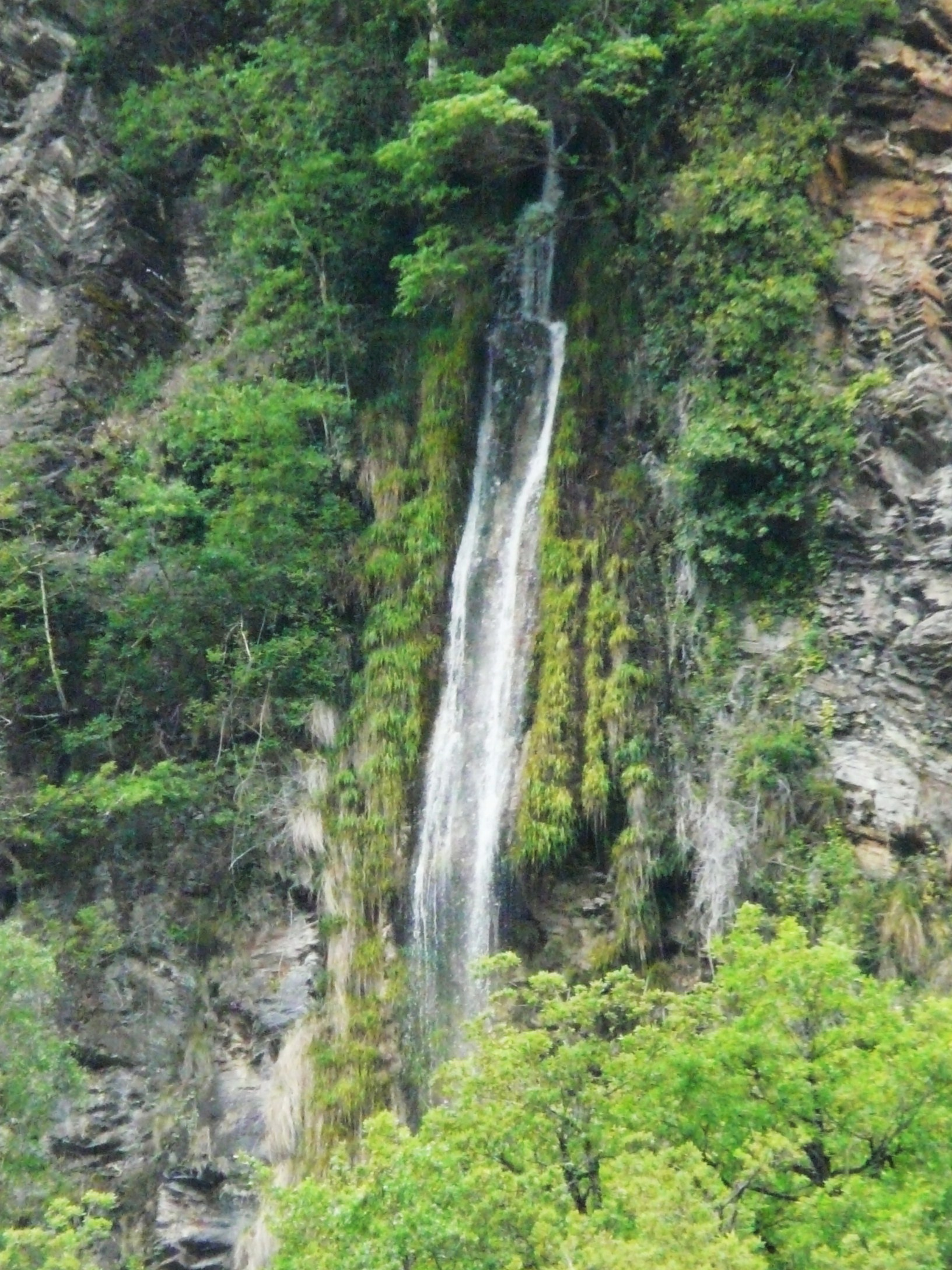
Водопад